# 吳奉晟
吳奉晟（1986年11月29日—）為臺灣籃球教練、前運動員。吳奉晟是高雄人，就讀中山國中一年級時開始接受正規籃球訓練，高中進入高苑工商，大學最初就讀國立高雄師範大學，大二時轉學到國立體育學院，2007年7月在超級籃球聯賽新人選秀會第一輪第一順位獲得臺灣銀行青睞，研究所前往中國文化大學。生涯先後效力過臺灣銀行、裕隆納智捷與台灣啤酒，2018年9月宣布褪下球衣接掌萬能科技大學籃球隊兵符。

## 外部連結
- 吳奉晟的Instagram帳戶
- 吳奉晟在Eurobasket.com（球員）（英语）